# Edward Cotton
Edward Cotton (falecido em 8 de outubro de 1647) foi o arquidiácono de Totnes desde 1622.
Ele era filho de William Cotton, bispo de Exeter e irmão de William Cotton. Ele estudou em Christ Church, Oxford, matriculando-se em 1606-7 e graduando-se BA em 1609 e MA em 1612. Ele entrou no Middle Temple em 1606.
Cotton serviu como reitor de Duloe, Cornwall, em 1611 (até ser sequestrado a 1 de maio de 1647), e de São Pedro Tavy em 1611, tornando-se cónego da Catedral de Exeter em 1611 e chanceler em 1613. Ele também foi reitor de Bridestowe em 1614 e de Shobroke, Devon em 1615, sendo arquidiácono catedrático de Totnes em 1622.